# 蔡夢熊
蔡夢熊（臺灣話：Tshuà Bōng-hîm，1866年－1900年7月），字谷舍，号應臣，臺灣仕紳，清治時期臺南府城人。日治時期曾出任臺南縣參事、臺南教育會幹事、臺南共立幼稚園園長，是臺灣首位幼稚園園長。

## 生平
蔡夢熊於1866年（清同治六年）出生於臺南府城下橫街，其父蔡向榮為貢生，曾官至戶部主事。七歲入塾，光绪丙戌科（十二年，1886年）舉秀才，光緒十八年補廩生。因家產雄厚，與蔡國琳家並稱為蔡家雙雄。
1895年乙未戰爭（明治二十八年、光緒二十一年），唐景崧、刘永福相繼逃亡，臺南府城持續與日軍對峙，蔡夢熊偕同許廷光、楊鵬摶、宋忠堅、巴克禮代表市民與日方協商，隨後邀請日軍進駐。
明治三十年（1897年）二月臺南教育會成立，蔡夢熊於會中擔任幹事，四月獲得臺灣總督府頒發紳章，同年十一月任臺南縣參事。
明治三十二年（1899年）一月與許廷光密偵湖州庄附近之匪賊，並向日軍報告。同年十二月獲勳六等瑞寶章。
明治三十三年（1900年）七月因病去世，享年三十四。其墓碑目前位於臺南南山公墓。

## 事蹟

### 成立臺灣第一家幼稚園
明治三十年（1897年），蔡夢熊與臺南教育會創辦「臺南關帝廟幼稚園」，經臺南廳長核准之後，同年12月1日開業，園生共20人，為臺灣幼兒教育的第一步。

### 聖廟樂局與孔廟之管理
明治三十年（1897）臺南縣知事磯貝靜藏邀集失散各地之聖廟董事多人，指名由前董事許廷光、蔡夢熊、商朝鳳、蔡國琳等管理樂局所屬土地，與孔廟建物及禮樂器管理暨諸般事項斡旋之事。

### 參與台灣早期證券交易
臺灣貯蓄銀行於明治31年（1899年）成立，總資金15萬圓，發行股票3千股，臺灣各地申請股票認購人數達1,700～1,800多股，臺灣認股者多為資本家或地主，如林本源、李春生、辜顯榮、王慶忠、陳洛、李秉鈞、陳志誠、許廷光以及蔡夢熊等人。